# Vauxrenard
Vauxrenard település Franciaországban, Rhône megyében. Lakosainak száma 315 fő (2022. január 1.). Vauxrenard Chiroubles, Émeringes, Fleurie, Jullié és Deux-Grosnes községekkel határos.

## Népesség
A település népessége az elmúlt években az alábbi módon változott:
| Lakosok száma | 315  | 320  | 329  | 321  | 322  | 322  | 320  | 317  | 315  |
|               | 2013 | 2015 | 2016 | 2017 | 2018 | 2019 | 2020 | 2021 | 2022 |